# Юдина (Ирбитское муниципальное образование)
Юдина — деревня в Свердловской области России, входит в Ирбитское муниципальное образование. В окрестностях деревни расположен археологический памятник — Юдинское городище.

## Географическое положение
Деревня Юдина муниципального образования «Ирбитское муниципальное образование» расположена в 20 километрах (по автотрассе в 24 километрах) к востоку от города Ирбит, на левом берегу реки Ница. В окрестностях деревни находятся озёра-старицы, а также в окрестностях деревни, в 3 километрах возле озера Осиновое расположен археологический памятник — Юдинское городище.

## История деревни
Деревня была основана в 1646 году.

## Население
| 2002 | 2010 | 2021 |
| ---- | ---- | ---- |
| 69   | ↘32  | ↘29  |